# 斯泰雷·阿达马凯
斯泰雷·阿达马凯（羅馬尼亞語：Stere Adamache，1941年8月17日—1978年7月9日），罗马尼亚男子足球运动员，司职守门员。他曾代表罗马尼亚国家队参加1970年国际足联世界杯，结果队伍止步小组赛阶段。